# Josef Horník
Josef Horník (* 12. Mai 1835 in Daschitz; † 6. August 1909) war ein böhmischer  Forstmann, Pomologe, Gärtner, Erfinder  und Fachautor.

## Leben und Wirken
Horník wurde 1835 in Daschitz geboren. Er studierte zunächst am Prager Polytechnikum und schloss sein Studium an der königlichen Berg- und Forstakademie Schemnitz ab. Danach erhielt er eine Anstellung als Forstverwalter der inzwischen privatisierten Kameralherrschaft Pardubitz. Nach der Abtrennung der sogenannten Waldherrschaft Daschitz von den landwirtschaftlich dominierten Pardubitzer und Kunburger Gütern fungierte Horník im Dienste der Industriellenfamilie Liebieg als herrschaftlicher Forstverwalter in Pobieschowitz.
Im Jahre 1876 konstruierte Horník eine Waldsähmaschine, die den Waldboden aufschlug und die Einbringung von Samen ermöglichte.
Horník war Mitarbeiter und Autor der von Jan Theoderich Doležal herausgegebenen ersten böhmischen Forstzeitschrift Háj. Daneben publizierte er zahlreiche forst- und landwirtschaftliche sowie pomologische Schriften, darunter auch Standardwerke wie:

## Publikationen (Auswahl)
- Růže, její pěstování a šlechtění, Prag, 1882
- Hajný v lese a poli, 1884
- Přehled lesnictví pro lesníky, hospodáře a obce, 1889